# Ixeridium makinoanum
Ixeridium makinoanum là một loài thực vật có hoa trong họ Cúc. Loài này được (Kitam.) J.H. Pak & Kawano mô tả khoa học đầu tiên năm 1992.